# Katarina Fernell
Berta Sofia Katarina Fernell, född 5 oktober 1922 i Hedemora, död 19 februari 1999 i Solna församling, var en svensk skådespelare och produktionsekonom.
Fernell är gravsatt i minneslunden på Solna kyrkogård.

## Filmografi
Roller
- 1983 – P & B
- 1983 – Två killar och en tjej

Produktionsekonom
- 1976 – Mina drömmars stad
- 1977 – Bröderna Lejonhjärta
- 1983 – P & B
- 1987 – Nionde kompaniet
- 1988 – Vargens tid
- 1988 – Strul